# Steenstraete (schip, 1945)
Het Belgische stoomschip Steenstraete was eigendom van de Belgische rederij C.M.B. (Compagnie Maritime Belge). Ze voer over het traject Antwerpen–Matadi. Het schip werd genoemd naar de beruchte loopgravenoorlog, tijdens de Eerste Wereldoorlog, in en rondom het West-Vlaamse Steenstrate.

## Geschiedenis
De Steenstraete was 7.641 ton en was een vrachtschip van de victory-klasse. Ze werd in de Verenigde Staten in 1945 gebouwd om de bevoorradingsvloot tijdens de Tweede Wereldoorlog nog te versterken, laat staan in de Stille Oceaan, waarvan de oorlog nog 4 maanden langer duurde dan in Europa.
Eigenlijk kwam ze te laat van stapel, om nog in de oorlog formeel deel te nemen en werd ze dan aan België als oorlogsschadepand verleend. Veel Belgische schepen die ten dienste stonden van de geallieerden, werden vernietigd in de Atlantische Oceaan of door ander oorlogsgeweld, daarom was het een vorm van kompensatie. De Steenstraete voer nog van 1947 tot 1965, waarna ze werd gesloopt.